# HD 73997
HD 73997，又名BD-08 2452，SAO 136176、HR 3437，是一颗恒星，视星等为6.63，位于銀經234.54，銀緯19.43，其B1900.0坐标为赤經8h 36m 10.5s，赤緯-8° 19.43′ 48″。